# General San Martín (partido)
Pour les articles homonymes, voir General San Martín.
General San Martín est un partido de la province de Buenos Aires fondé en 1856 dont la capitale est San Martín.
Ce partido fait partie du groupe des 24 partidos de la province de Buenos Aires constituant avec la capitale fédérale le Grand Buenos Aires.